# Симерингер Хауптштрасе
Симерингер Хауптштрасе, је названа 1894. године по бечком предграђу Симеринг; пре тога ова улица се звала Хауптштрасе (у Симерингу) и Рајхштрасе (у Кајзереберздорфу). Симерингер Хауптштрасе је најстарији саобраћајни правац у данашњем једанаестом бечком округу, био је део Лимесштрасе (римског војног пута) из првог века, који је повезивао најважније војне логоре дуж северне границе Римског царства уз реку Дунав.
Пре 1850. године данашња Симерингер Хауптштрасе била је пут са конацима за одмор кочијаша и коња. Од 1850. године почела изградња пута, фабрика и радничких домовљ. Поштар Ритер фон Ул је поставио пошту у згради број 46. Коњушнице у дворишту су држале 88 коња, поред њих су изграђене гараже за кочије и управна зграда. Од отварања Средишњег бечког гробља 1874. године, дуж Симерингер Хауптштрасе вози трамвај „71”, првобитно на коњску вучу, а затим и на струју.
Симерингер Хауптштрасе почиње на истоку у наставку улице Ренвег на самом крају трећег бечког округа Ландштрасе, отприлике у нивоу испод аутопута бечке заобилазнице (Зид-ост-тангента). Симерингер Хауптштрасе се наставља кроз једанаести бечки округ Симеринг, пролази поред Средишњег бечког гробља и завршава на самој граници Беча и Доње Аустрије, на месту где завршава бечко насеље Кајзереберздроф а почиње подручје града Швехата, који припада Доњој Аустрији.
Линија бечког метроа У3 има три станице испод трасе Симерингер Хауптштрасе: Циперерштрасе, Енкплац и Симеринг. На задњој станици линије метроа УЗ "Симеринг" налази се и железничка станица за Бечки Шнелбан као и за међународне возове до Словачке и Чешке.

## Фотографије
- Трамвај на линији број 6, снимак из 1978. године.
- Трамвај на линији број 6, снимак из 2015. године.
- Трамвај на линији број 71, снимљен 1978. године.
- Трамвај на линији број 71, снимљен 2015. године.
- Улазак у станицу метроа У3 "Зиперерштрасе"
- Последња станица метро линије У3 "Симеринг"
- Железничка станица "Симерингер Хауптштрасе", поглед према северу и правцу пруге према 2. и 22. бечком округу, као и за међународне возове према Словачкој и Чешкој
- Железничка станица "Симерингер Хауптштрасе", поглед према југу и правцу пруге према Главној бечкој железничкој станици.